# Косболтек
Косболтек (каз. Қосбөлтек, до 199? г. — Кастальевка) — аул в Жуалынском районе Жамбылской области Казахстана. Входит в состав Кокбастауского сельского округа. Код КАТО — 314247400.

## Население
В 1999 году население аула составляло 611 человек (301 мужчина и 310 женщин). По данным переписи 2009 года, в ауле проживало 690 человек (329 мужчин и 361 женщина).